# Chutimon Chuengcharoensukying
Chutimon Cheungcharoensukying (tiếng Thái: ชุติมณฑน์ จึงเจริญสุขยิ่ง, phiên âm: Chu-ti-mon Chưng-cha-rơn-súc-din, sinh ngày 2 tháng 2 năm 1996) còn có nghệ danh là Aokbap (ออกแบบ), là một nữ diễn viên và người mẫu người Thái Lan, nổi tiếng với vai diễn "Lynn" trong bộ phim Bad Genius năm 2017. Cô cũng là nữ diễn viên Thái Lan đầu tiên đoạt giải "Screen Asia Rising Star Asia" tại Liên hoan phim châu Á lần thứ 16 được tổ chức tại New York (Mỹ) vào cùng năm đó.

## Cuộc sống cá nhân
Chutimon theo học tại Khoa Mỹ thuật ứng dụng, Đại học Chulalongkorn. Cô có biệt danh "Aokbab", có nghĩa là 'thiết kế' trong tiếng Thái.

## Sự nghiệp diễn xuất
Chutimon bắt đầu sự nghiệp của một người mẫu từ khi cô mới 15 tuổi. Cô là người mẫu Thái Lan đầu tiên có cơ hội được tham gia Harper's Bazaar UK, vào tháng 10 năm 2013 trong bộ phim "A shadow of a Jade empire". Cô cũng tham gia vào các video ca nhạc như bài hát "Unfriend" của Helmetheads và "Pajhonpai" của Mrs.Slave. Cô tiếp tục xuất hiện trong phim ngắn "Cảm ơn bạn đã chia sẻ" của vị đạo diễn nổi tiếng Nawapol Thamrongrattanarit. Vai diễn điện ảnh đầu tiên của Chutimon là nữ sinh thiên tài "Lynn" trong "Thiên tài bất hảo" năm 2017, giúp cô gặt hái được nhiều giải thưởng danh giá, đạt được sự nổi tiếng trên toàn cầu và sự khen ngợi diễn xuất tới từ khán giả cũng như các nhà phê bình, cũng với vai diễn trên, cô đã trở thành nữ diễn viên Thái Lan đầu tiên đoạt giải "Screen International Rising Star Asia", tại Liên hoan phim châu Á lần thứ 16 tổ chức tại New York cùng năm đó.

## Danh sách các phim đã tham gia

### Phim điện ảnh
| Năm  | Tựa                     | Vai         | Ghi chú   |
| ---- | ----------------------- | ----------- | --------- |
| 2016 | Thank You For Sharing   | Jook Chanee | Phim ngắn |
| 2017 | Bad Genius              | Lynn        |           |
| 2017 | Die Tomorrow            | Som         |           |
| 2018 | We Will Not Die Tonight | Grace       |           |
| 2019 | Happy Old Year          | Jean        |           |
| 2021 | One For The Road        | Noona       |           |
| 2021 | Love Story              | Xiao Lin    |           |
| 2022 | Faces of Anne           | Anne        |           |
| 2023 | Hunger                  | Aoy         |           |

### Phim truyền hình
| Năm  | Tựa                                        | Vai          | Đài      |
| ---- | ------------------------------------------ | ------------ | -------- |
| 2017 | Love Books Love Series: Dark Fairy Tale    | Gorya        | GMM 25   |
| 2018 | Muang Maya Live The Series: Maya Ruk On Li | Khem Khanita | OneHD 31 |
| 2019 | Sleepless Society: Khun Fan Luang          | Aya          | OneHD 31 |
| 2022 | Bad Romeo                                  | Lita         | CH3      |
| 2023 | DELETE                                     | Orn          | Netflix  |
| TBA  | Daredevil Treasure Hunter                  | Xue Li       | TBA      |

## Danh sách các giải thưởng và đề cử
| Năm  | Giải                                             | Hạng mục                                    | Đề cử          | Dự án     | Nguồn       |
| ---- | ------------------------------------------------ | ------------------------------------------- | -------------- | --------- | ----------- |
| 2017 | 16th New York Asian Film Festival                | Screen International Rising Star Asia Award | Bad Genius     | Đoạt giải |             |
| 2017 | 3rd Maya Awards                                  | Best Actress in a Leading Role (Film)       | Bad Genius     | Đoạt giải | [ 1 ]       |
| 2017 | 1st PIFFA Supreme Awards                         | Best Actress                                | Bad Genius     | Đoạt giải | [ 2 ]       |
| 2017 | iQIYI Screaming Night                            | Best New Film Performer of the Year         | Bad Genius     | Đoạt giải |             |
| 2017 | 2nd International Film Festival & Awards • Macao | Variety Asian Stars: Up Next Award          | Bad Genius     | Đoạt giải | [ 3 ] [ 4 ] |
| 2018 | 2nd Asian Brilliant Stars Awards                 | Best Actress                                | Bad Genius     | Đoạt giải | [ 5 ]       |
| 2018 | 27th Suphannahong National Film Awards           | Best Actress                                | Bad Genius     | Đoạt giải |             |
| 2018 | Sanook! Top Vote of the Year                     | Rising Star Award                           | Bad Genius     | Đề cử     | [ 6 ]       |
| 2018 | 9th Bioscope Awards                              | Performance of the Year                     | Bad Genius     | Đoạt giải |             |
| 2018 | 12th Asian Film Awards                           | Best Newcomer                               | Bad Genius     | Đoạt giải | [ 7 ]       |
| 2018 | 26th Bangkok Critics Assembly Awards             | Best Actress                                | Bad Genius     | Đoạt giải |             |
| 2018 | 15th Starpics Thai Films Awards                  | Best Actress                                | Bad Genius     | Đoạt giải |             |
| 2018 | 1st Thailand Master Youth                        | Youth Role Model Award                      | —              | Đoạt giải |             |
| 2018 | 8th Thai Film Director Awards                    | Best Actress                                | Bad Genius     | Đoạt giải |             |
| 2018 | 12th Kazz Awards                                 | Popular New Actress                         | Bad Genius     | Đoạt giải | [ 8 ] [ 9 ] |
| 2018 | 12th Kazz Awards                                 | Top Girl of the Year                        | Bad Genius     | Đoạt giải | [ 8 ] [ 9 ] |
| 2018 | 7th Daradaily The Great Awards                   | Best Film Actress of the Year               | Bad Genius     | Đề cử     |             |
| 2018 | 31st Saraswati Royal Awards                      | Best Actress                                | Bad Genius     | Đoạt giải |             |
| 2018 | 31st Saraswati Royal Awards                      | Popular Actress                             | Bad Genius     | Đề cử     |             |
| 2018 | 10th Siam Dara Star Awards                       | Best Actress (Film)                         | Bad Genius     | Đề cử     |             |
| 2018 | 10th Siam Dara Star Awards                       | Best Rising Star                            | Bad Genius     | Đề cử     |             |
| 2018 | 58th Asia-Pacific Film Festival                  | Best Actress                                | Bad Genius     | Đề cử     |             |
| 2018 | 58th Asia-Pacific Film Festival                  | Best New Actress                            | Bad Genius     | Đoạt giải |             |
| 2018 | 6th Thailand Headlines Person of the Year Awards | Culture and Entertainment – Actress / Model | Bad Genius     | Đoạt giải | [ 10 ]      |
| 2018 | 12th OK! Awards                                  | Female Rising Star                          | Bad Genius     | Đề cử     | [ 11 ]      |
| 2018 | 12th OK! Awards                                  | Spotlight                                   | Bad Genius     | Đoạt giải | [ 11 ]      |
| 2018 | 1st ET Thailand Awards                           | Best New Generation                         | Bad Genius     | Đề cử     | [ 12 ]      |
| 2019 | 45th E! People's Choice Awards                   | The Most Inspiring Asian Woman of 2019      | —              | Đề cử     | [ 13 ]      |
| 2020 | 4th JOOX Thailand Music Awards                   | Most Stylish Women                          | —              | Đề cử     |             |
| 2020 | 16th Kom Chad Luek Awards                        | Best Actress (Film)                         | Happy Old Year | Đoạt giải |             |
| 2020 | 17th Starpics Thai Films Awards                  | Best Actress                                | Happy Old Year | Đoạt giải |             |
| 2020 | 28th Bangkok Critics Assembly Awards             | Best Actress                                | Happy Old Year | Đề cử     |             |
| 2020 | 10th Thai Film Director Awards                   | Best Actress                                | Happy Old Year | Đề cử     |             |
| 2020 | 14th Asian Film Awards                           | Best Actress                                | Happy Old Year | Đề cử     |             |
| 2020 | 14th Kazz Awards                                 | Popular Female Teenage                      | —              | Đề cử     |             |
| 2021 | 29th Thailand National Film Association Awards   | Best Leading Actress                        | Happy Old Year | Đề cử     |             |